# Telescopus fallax
Espèce
Synonymes
- Coluber vivax Fitzinger, 1826
- Tarbophis fallax Fleischmann, 1831
- Trigonophis iberus Eichwald, 1831
- Tarbophis vivax var. syriaca Boettger, 1880

Statut de conservation UICN

 LC  : Préoccupation mineure
Telescopus fallax, aussi appelé couleuvre-chat d'Europe ou serpent-chat  est une espèce de serpents de la famille des Colubridae. 

## Description

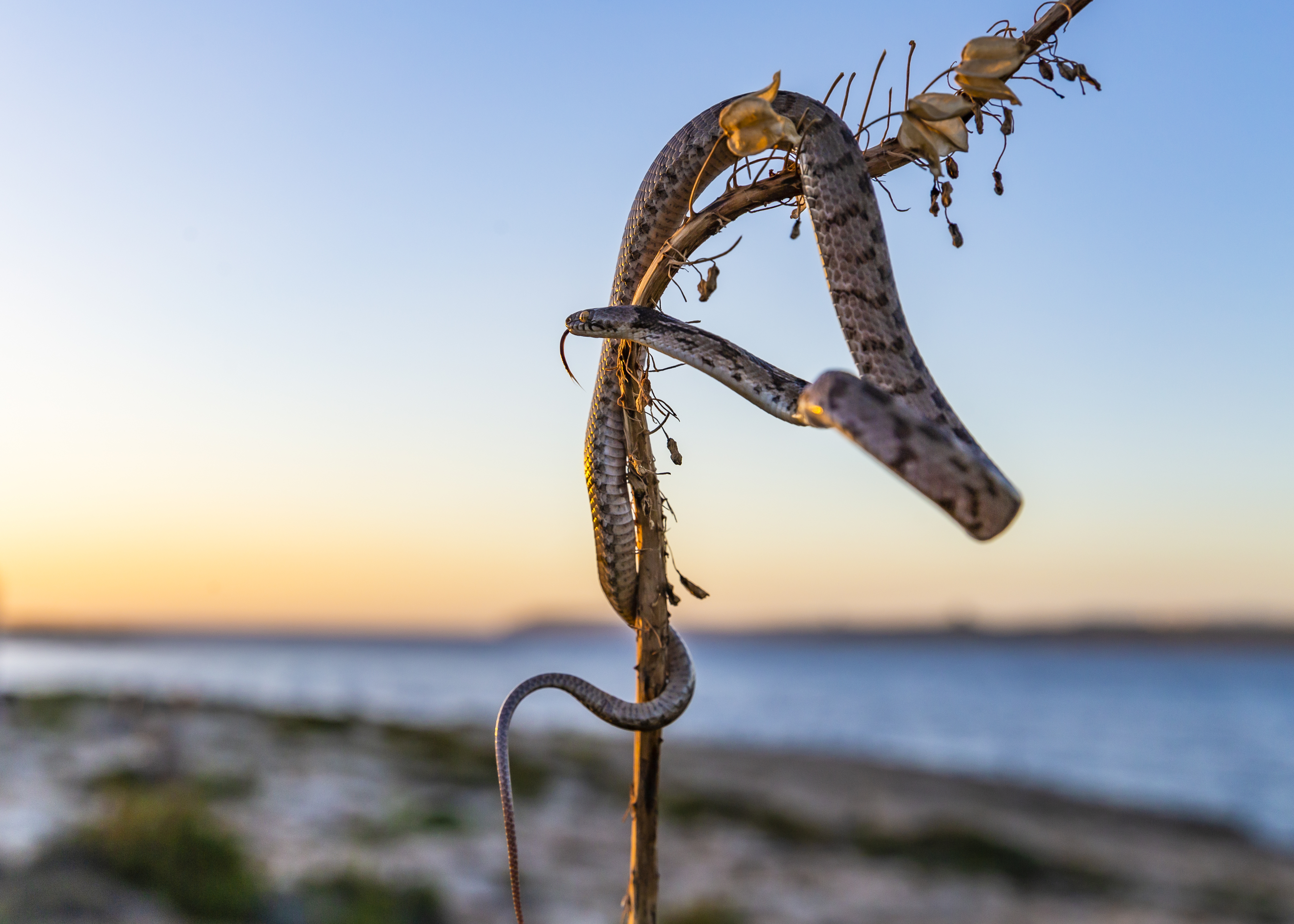
Telescopus Fallax profitant des derniers rayons du Soleil sur la côte de Malte. Janvier 2021.

C'est une couleuvre petite à moyenne de forme assez fine et élancée, mais à l'allure assez musculeuse. Le corps est aplati latéralement, avec une section plus haute que large. Elle mesure généralement 50-60 cm, avec un maximum de 106 cm. Sa tête est petite mais relativement large, bien distincte de son long cou étroit. Elle a une écaillure lisse et brillante, avec une coloration grise ou beige comportant des tâches plus sombres assez grosses le long du dos, et des tâches plus petites et verticales assez irrégulières sur les flancs, intercalées par rapport à celles du dos. Elle a souvent un gros collier sombre, d'où se détache une pointe qui s'avance sur le dessus de la tête,.
C'est la seule couleuvre européenne dont les yeux ont des pupilles verticales, comme chez les vipères.

## Répartition et habitat
Cette espèce se rencontre en Grèce, en Albanie, dans les régions côtières de Croatie jusqu'à la frontière nord-est de l'Italie, en Bosnie-Herzégovine, au Monténégro, dans le sud de la Bulgarie, en Turquie, à Malte, à Chypre, en Israël, en Syrie, en Iran, en Irak, dans le Caucase russe, en Arménie, en Géorgie et en Azerbaïdjan.
Elle vit dans des habitats méditerranéens variés. On le trouve aussi bien dans des forêts de fond de vallées que sur des plateaux steppiques, mais sa préférence va aux milieux chauds et pierreux, notamment de type garrigue. C'est surtout une espèce de plaine et de moyenne montagne, mais on trouve ce serpent jusqu'à 2 000 m d'altitude en Arménie.

## Biologie
Espèce crépusculaire et nocturne, elle chasse essentiellement les geckos nocturnes, mais aussi d'autres lézards et des scinques (elle consomme souvent des caméléons endormis en Crête). Elle grimpe facilement sur les parois rocheuses pour s'approcher lentement d'une proie. Elle est fréquemment présente près des habitations et on peut l’apercevoir de nuit sur des murs de pierre verticaux. Elle est calme et placide, et ne cherche pas à fuir. L'hivernation n'est que facultative dans le sud de son aire.
Elle occupe à peu près la même niche écologique que la coronelle girondine qui vit quant à elle dans l'ouest du Bassin méditerranéen. Bien que ces deux espèces se ressemblent quelque peu et ont des mœurs similaires, elles ne sont pas apparentées.

## Venimosité
C'est une couleuvre venimeuse à dentition opisthoglyphe (petits crochets venimeux non mobiles situés au fond de la gueule), mais elle est considérée comme totalement inoffensive pour l'homme. Aucun cas d'envenimation sur l'homme n'est répertorié. La configuration de ses crochets rend difficile une injection de venin, et le venin de cette espèce est probablement très peu actif sur l'homme.

## Étymologie
Le nom de cette espèce, fallax, vient du latin fallax, « trompeur », en référence au fait que malgré son œil de vipère et ses crochets venimeux il s'agit bien d'une couleuvre. Les noms vernaculaires « couleuvre-chat » ou « serpent-chat » renvoient également à ses pupilles verticales.

## Classification
Le genre Telescopus auquel appartient le serpent-chat d'Europe, fait partie de la famille des Colubridés, mais il est assez différent des autres genres de Colubridés présents en Europe. Il fait partie d'un groupe important de Colubridés qu'on rencontre en Asie et en Afrique, et qui comprend les genres Boiga, Crotaphopeltis, Dispadoboia, Toxicodryas et Dasypeltis. Il présente notamment des similitudes morphologiques et comportementales avec le genre Boiga.

## Liste des sous-espèces
Selon The Reptile Database (20 février 2014) :
- Telescopus fallax cyprianus Barbour & Amaral, 1927
- Telescopus fallax fallax (Fleischmann, 1831)
- Telescopus fallax iberus (Eichwald, 1831)
- Telescopus fallax intermedius Gruber, 1974
- Telescopus fallax multisquamatus Wettstein, 1952
- Telescopus fallax pallidus Štěpánek, 1944
- Telescopus fallax syriacus (Boettger, 1880)

## Publications originales
- Barbour & Amaral, 1927 : Studies on African Ophidia. Bulletin of the Antivenin Institute of America, vol. 1, no 1, p. 25-27.
- Boettger, 1880 : Die Reptilien und Amphibien von Syrien, Palaestina und Cypern. Bericht über Senckenbergische Naturforschende Gesellschaft, vol. 1880, p. 132-219 (texte intégral).
- Eichwald, 1831 : Zoologia specialis, quam expositis animalibus tum vivis, tum fossilibus potissimuni rossiae in universum, et poloniae in specie, in usum lectionum publicarum in Universitate Caesarea Vilnensi. Zawadski, Vilnae, vol. 3, p. 1-404 (texte intégral).
- Fleischmann, 1831 : Dalmatiae nova serpentum genera. Heyder, Erlangen, p. 1-35.
- Gruber, 1974 : Zur Taxonomie und Ökologie der Reptilien von der Insel Antikythira. Salamandra, vol. 10, no 1, p. 31-46.
- Stepanek, 1944 : Zur Herpetologie Griechenlands. Věstník Československé Zoologické Společnosti v Praze, vol. 9, p. 123-147.
- Wettstein, 1952 : Dreizehn neue Reptilienrassen von den Ägäischen Inseln. Anzeiger der Mathematisch-Naturwissenschaftliche Klasse, Österreichische Akademie der Wissenschaften, Wien, vol. 89, p. 251—256.